# Copa Aldao 1947
La Copa Aldao 1947 fue la decimoctava edición del torneo organizado por AFA y AUF. Se disputó con partidos de ida y vuelta. Enfrentó a River Plate, ganador del Campeonato de Primera División 1947; y Nacional, ganador del Campeonato de Primera División 1947.
Esta edición tuvo el tercer enfrentamiento entre ambos equipos, luego de las ediciones de 1941 y 1942. El partido de ida se disputó el 19 de noviembre de 1947 en el Estadio Centenario de Montevideo. El partido de vuelta se jugó el 23 de noviembre en el Estadio El Gasómetro de Buenos Aires. Con un resultado global de 7 a 4, River Plate obtuvo su quinto título en la competición, convirtiéndose en el máximo ganador en la historia del certamen.

## Clubes clasificados
Clasificaron como campeones de 1947 en sus respectivas ligas.
| AFA (Argentina) |  | Club Atlético River Plate |  | Campeón de Primera División de Argentina (1947) |
| AUF (Uruguay)   |  | Club Nacional de Football |  | Campeón de Primera División de Uruguay (1947)   |

El 19 de noviembre, River vence por 4:3 en el estadio Centenario, con tres goles de Ángel Labruna y uno de Alfredo Di Stéfano. Para Nacional marcaron Atilio García, Luis Ernesto Castro y Walter Gómez.
El partido de vuelta tuvo lugar, cuatro días más tarde, en el El Gasómetro. River volvió a imponerse, esta vez por 3:1. Los tres goles de River fueron convertidos por Hugo Reyes, mientras que Walter Gómez anotó el de Nacional.

## Partidos
Encuentro de ida
| 19 de noviembre de 1947 | Nacional                                               | 3:4 (1:1) | River Plate                                        | Estadio Centenario, Montevideo |                               |
|                         | Atilio García 23' · Luis Castro 50' · Walter Gómez 81' | Reporte   | Ángel Labruna 30' 57' 69' · Alfredo Di Stéfano 55' | Árbitro(s): Luis A. Fernández  | Árbitro(s): Luis A. Fernández |

| Guardameta     | Aníbal Paz          |  |
| Defensa        | Raúl Pini           |  |
| Defensa        | Eusebio Tejera      |  |
| Centrocampista | J.C. Taibo          |  |
| Centrocampista | Rodolfo Pini        |  |
| Centrocampista | Schubert Gambetta   |  |
| Delantero      | Luis Ernesto Castro |  |
| Delantero      | Wálter Gómez        |  |
| Delantero      | Atilio García       |  |
| Delantero      | José García         |  |
| Delantero      | Victorio Panasci    |  |
| DT             | Ricardo Faccio      |  |

| Guardameta     | Héctor Grisetti       |  |
| Defensa        | Ricardo Vaghi         |  |
| Defensa        | Luis Antonio Ferreyra |  |
| Centrocampista | Norberto Yácono       |  |
| Centrocampista | Néstor Rossi          |  |
| Centrocampista | José Ramos            |  |
| Delantero      | Hugo Reyes            |  |
| Delantero      | José Manuel Moreno    |  |
| Delantero      | Alfredo Di Stéfano    |  |
| Delantero      | Félix Loustau         |  |
| Delantero      | Ángel Labruna         |  |
| DT             | José María Minella    |  |

| Anotado | 23' | Atilio García |
| Anotado | 50' | Luis Castro   |
| Anotado | 81' | Walter Gómez  |

| Anotado | 30' | Ángel Labruna      |
| Anotado | 55' | Alfredo Di Stéfano |
| Anotado | 57' | Ángel Labruna      |
| Anotado | 69' | Ángel Labruna      |

| Guardameta     | Aníbal Paz          |  |
| Defensa        | Raúl Pini           |  |
| Defensa        | Eusebio Tejera      |  |
| Centrocampista | J.C. Taibo          |  |
| Centrocampista | Rodolfo Pini        |  |
| Centrocampista | Schubert Gambetta   |  |
| Delantero      | Luis Ernesto Castro |  |
| Delantero      | Wálter Gómez        |  |
| Delantero      | Atilio García       |  |
| Delantero      | José García         |  |
| Delantero      | Victorio Panasci    |  |
| DT             | Ricardo Faccio      |  |

| Guardameta     | Héctor Grisetti       |  |
| Defensa        | Ricardo Vaghi         |  |
| Defensa        | Luis Antonio Ferreyra |  |
| Centrocampista | Norberto Yácono       |  |
| Centrocampista | Néstor Rossi          |  |
| Centrocampista | José Ramos            |  |
| Delantero      | Hugo Reyes            |  |
| Delantero      | José Manuel Moreno    |  |
| Delantero      | Alfredo Di Stéfano    |  |
| Delantero      | Félix Loustau         |  |
| Delantero      | Ángel Labruna         |  |
| DT             | José María Minella    |  |

| Anotado | 23' | Atilio García |
| Anotado | 50' | Luis Castro   |
| Anotado | 81' | Walter Gómez  |

| Anotado | 30' | Ángel Labruna      |
| Anotado | 55' | Alfredo Di Stéfano |
| Anotado | 57' | Ángel Labruna      |
| Anotado | 69' | Ángel Labruna      |

Encuentro de vuelta
| 23 de noviembre de 1947 | River Plate           | 3:1 (1:1) | Nacional         | Estadio El Gasómetro, Buenos Aires |                              |
|                         | Hugo Reyes 6' 68' 88' | Reporte   | Walter Gómez 44' | Árbitro(s): Leopoldo Amoroso       | Árbitro(s): Leopoldo Amoroso |

| Guardameta     | Héctor Grisetti       |  |
| Defensa        | Ricardo Vaghi         |  |
| Defensa        | Luis Antonio Ferreyra |  |
| Centrocampista | Norberto Yácono       |  |
| Centrocampista | Néstor Rossi          |  |
| Centrocampista | José Ramos            |  |
| Delantero      | Hugo Reyes            |  |
| Delantero      | José Manuel Moreno    |  |
| Delantero      | Alfredo Di Stéfano    |  |
| Delantero      | Félix Loustau         |  |
| Delantero      | Ángel Labruna         |  |
| DT             | José María Minella    |  |

| Guardameta     | A. Peñalva          |  |
| Defensa        | Raúl Pini           |  |
| Defensa        | Eusebio Tejera      |  |
| Centrocampista | J.C. Taibo          |  |
| Centrocampista | Rodolfo Pini        |  |
| Centrocampista | Schubert Gambetta   |  |
| Delantero      | Luis Ernesto Castro |  |
| Delantero      | Wálter Gómez        |  |
| Delantero      | J. Walter           |  |
| Delantero      | José García         |  |
| Delantero      | Victorio Panasci    |  |
| DT             | Ricardo Faccio      |  |

| Anotado | 6'  | Hugo Reyes |
| Anotado | 68' | Hugo Reyes |
| Anotado | 88' | Hugo Reyes |

| Anotado | 44' | Walter Gómez |

| Guardameta     | Héctor Grisetti       |  |
| Defensa        | Ricardo Vaghi         |  |
| Defensa        | Luis Antonio Ferreyra |  |
| Centrocampista | Norberto Yácono       |  |
| Centrocampista | Néstor Rossi          |  |
| Centrocampista | José Ramos            |  |
| Delantero      | Hugo Reyes            |  |
| Delantero      | José Manuel Moreno    |  |
| Delantero      | Alfredo Di Stéfano    |  |
| Delantero      | Félix Loustau         |  |
| Delantero      | Ángel Labruna         |  |
| DT             | José María Minella    |  |

| Guardameta     | A. Peñalva          |  |
| Defensa        | Raúl Pini           |  |
| Defensa        | Eusebio Tejera      |  |
| Centrocampista | J.C. Taibo          |  |
| Centrocampista | Rodolfo Pini        |  |
| Centrocampista | Schubert Gambetta   |  |
| Delantero      | Luis Ernesto Castro |  |
| Delantero      | Wálter Gómez        |  |
| Delantero      | J. Walter           |  |
| Delantero      | José García         |  |
| Delantero      | Victorio Panasci    |  |
| DT             | Ricardo Faccio      |  |

| Anotado | 6'  | Hugo Reyes |
| Anotado | 68' | Hugo Reyes |
| Anotado | 88' | Hugo Reyes |

| Anotado | 44' | Walter Gómez |

|                                |
| Bandera de Argentina           |
| Campeón River Plate 5.º título |